# Sadiq Khan
Sir Sadiq Aman Khan (urdu ‏صادق امان خان‎; ur. 8 października 1970 w Londynie) – brytyjski polityk i prawnik pakistańskiego pochodzenia, burmistrz Londynu od 2016 i pierwszy w historii muzułmanin pełniący ten urząd, członek Izby Gmin z londyńskiej dzielnicy Tooting w trzech kolejnych kadencjach (2005, 2010, 2015). Członek brytyjskiej Partii Pracy. Ideowo znajduje się na umiarkowanym, socjaldemokratycznym skrzydle partii. 

## Życiorys

### Dzieciństwo i młodość
Urodził się w szpitalu Świętego Jerzego w Tooting, w południowym Londynie jako piąte z ośmiorga dzieci (siedmiu synów i córka) w rodzinie pakistańskich imigrantów. Jego dziadkowie przenieśli się z Indii do Pakistanu po podziale Indii w 1947, a krótko przed jego urodzinami jego rodzice przenieśli się do Wielkiej Brytanii. Jego zmarły ojciec, Amanullah Khan, pracował przez ponad 25 lat jako kierowca londyńskiego autobusu; jego matka, Sehrun, była szwaczką.
Wielokrotnie wspominał, że „mama i tata byli cały czas w pracy, więc jak tylko mogłem się o to ubiegać i ja zacząłem pracować. Rozwoziłem gazety, a czasami pracowałem na budowie”.” Jego rodzina nadal wysyła pieniądze do krewnych w Pakistanie, „bo jesteśmy błogosławieni, mogąc być w Wielkiej Brytanii”.”
Wraz z rodzeństwem dorastał w trzypokojowym mieszkaniu socjalnym na osiedlu imienia księcia Henry’ego w Earlsfield. Skończył szkołę podstawową Fircroft i liceum Ernest Bevin. Zdał maturę z biologii i matematyki, mając nadzieję na karierę jako stomatolog. Jego nauczyciel polecił jednak mu studia prawnicze, podkreślając, że ma bardzo wysokie zdolności argumentacyjne. Ta sugestia, wraz z serialem LA Law, zainspirowały go do rozpoczęcia studiów prawniczych na Uniwersytecie Północnego Londynu. Skończył studia prawnicze na University of North London, a następnie rozpoczął praktykę jako prawnik specjalizujący się w prawach człowieka.
Był profesorem wizytującym na Uniwersytecie Północnego Londynu, a także pełnił funkcję wiceprzewodniczącego grupy prawnej LAG. Przez trzy lata służył także jako przewodniczący grupy na rzecz praw obywatelskich Liberty.

### Kariera prawnicza
Przed wyborem do Izby Gmin w 2005 praktykował jako adwokat.
Zdał egzamin prawniczy w The College of Law w Guildford. Od 1994 do 1997 pracował jako stażysta i aplikant, a od 1997 do 2005 był partnerem w firmie Christian Khan z Louise Christian.
Podczas swojej prawniczej kariery występował w sprawach przeciwko policji o nadużycie siły lub niewłaściwe wykorzystanie uprawnień policyjnych, a także dotyczących prawa pracy i dyskryminacji. Brał również udział w postępowaniach dot. przestępstw, m.in. będąc prawnikiem zaangażowanym w następujące sprawy:
- Bubbins przeciwko Wielkiej Brytanii (orzeczenie Europejskiego Trybunału Praw Człowieka ws. zastrzelenia bezbronnego człowieka przez policję)[6]
- Hsu i Thompson przeciwko Met Police (bezprawne zatrzymania/straty policyjne)[7]
- Reeves przeciwko Met Police (obowiązek dbania o więźniów)[8]
- Murray przeciwko CAB (dyskryminacja)[9]
- Ahmed przeciwko Uniwersytetowi Oksfordzkiemu (dyskryminacja rasowa w stosunku do studenta)[10]
- Dr Jadhav przeciwko sekretarzowi stanu ds. zdrowia (rasowa dyskryminacja w zatrudnieniu hinduskich lekarzy w służbie zdrowia)[11]
- Ki Logan przeciwko Met Police (dyskryminacja rasowa)[12]
- Supt Dizaei przeciwko Met Police (szkody wyrządzone przez policję, dyskryminacja)[13]
- Śledztwo w sprawie śmierci Davida Rocky’ego Bennetta[14]
- Farakhan przeciwko sekretarzowi spraw wewnętrznych (prawa człowieka)[15]
- W lutym 2000 roku Khan reprezentował grupę kurdyjskich aktorów, którzy zostali aresztowani przez funkcjonariuszy stołecznej policji podczas próby sztuki Harolda Pintera Mountain Language, wygrywając dla nich £150,000 zadośćuczynienia za bezprawny areszt i spowodowane straty[16].
- McDowell i Taylor przeciwko Met Police: Leroy McDowell i Wayne Taylor (napad i bezprawne pozbawienie wolności)[17]

### Kariera polityczna

#### Radny dzielnicy
Od 1994 do 2006 reprezentował dzielnicę Tooting jako radny londyńskiej dzielnicy Wandsworth. Po rezygnacji z lokalnej polityki, otrzymał tytuł Honorowego Radnego w ramach uhonorowania swoich zasług dla lokalnej społeczności.

#### Członek parlamentu
W 2003 roku Partia Pracy w dzielnicy Tooting zdecydowała się otworzyć swój proces wyboru kandydata w wyborach parlamentarnych dla wszystkich zainteresowanych kandydatów. Urzędujący od 1974 roku Tom Cox zrezygnował z ubiegania się o reelekcję i ogłosił przejście na emeryturę. W procesie wyboru, Khan pokonał pięciu konkurentów i został oficjalnie nominowany jako kandydat tej partii w wyborach parlamentarnych w 2005 roku, w których uzyskał mandat posła. 
W 2005 został nagrodzony tytułem „debiutanta roku” przez konserwatywny tygodnik Spectator „za praktyczność i jasność, z jaką mówił o bardzo skomplikowanych sprawach islamskiego terroru”. W sierpniu 2006 roku był w grupie posłów, którzy podpisali list otwarty do premiera Tony’ego Blaira, krytykując politykę zagraniczną Wielkiej Brytanii.
W wyborach w 2010 roku został ponownie wybrany jako deputowany z Tooting, pomimo utraty blisko 4% poparcia dla jego partii i zmniejszonej przewagi nad jego lokalnym kontrkandydatem. W kampanii na nowego lidera Partii Pracy Khan poparł Eda Milibanda, stając się szefem jego kampanii i doprowadzając do jego zwycięstwa. W efekcie został uznany za wschodzącą gwiazdę Partii Pracy, a konserwatywny dziennik Daily Telegraph sklasyfikował go na 16. miejscu listy najbardziej wpływowych polityków lewicy.
W kwietniu 2010 okazało się, że Khan błędnie zgłosił wydatki dotyczące kosztów komunikacji z lokalnymi wyborcami. Polityk przyznał się do błędu, tłumacząc go „brakiem doświadczenia” i „ludzkim błędem” i przeprosił za naruszenie regulacji dot. zasad rozliczania wydatków brytyjskich posłów.
W wyborach parlamentarnych w 2015 roku został wybrany na trzecią kadencję jako poseł reprezentujący Tooting, pokonując swojego konserwatywnego przeciwnika 2842 głosami. Był jednym z 36 posłów Partii Pracy, którzy poparli wniosek Jeremy’ego Corbyna o przyjęcie jego kandydatury w wyborach nowego lidera ugrupowania, ale wielokrotnie podkreślał, że zrobił to „tylko i wyłącznie, aby dopuścić do poszerzenia debaty o przyszłości partii” i przyznał, że na niego nie głosował.

#### Pozycja w rządzie

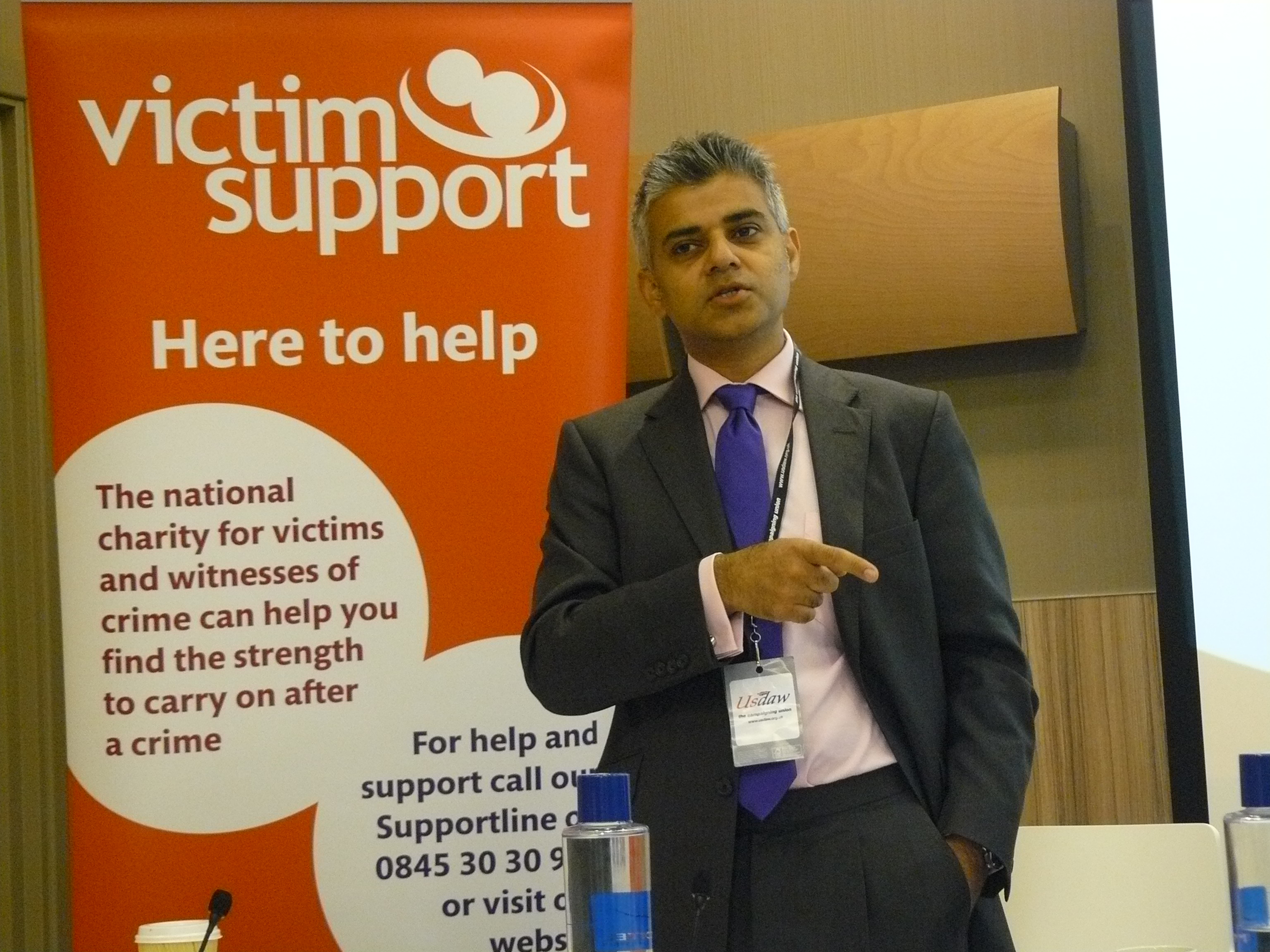
Khan w 2011 roku

Po przetasowaniach w rządzie premiera Gordona Browna w październiku 2008 roku, został ministrem ds. społeczności i mniejszości etnicznych, stając się drugim w historii muzułmaninem, który objął stanowisko w brytyjskim rządzie. Jego nominacja – jak każda inna na rządowe stanowisko – została poprzedzona kompleksowym procesem prowadzonym przez brytyjskie służby specjalne w celu przyznania certyfikatu bezpieczeństwa i dostępu do informacji tajnych.
Przemawiając w Izbie Gmin w styczniu 2009, skrytykował papieża Benedykta XVI za rehabilitację biskupa Richarda Williamsona po jego wypowiedziach o Holokauście.
W 2009 po powołaniu na stanowisko ministra transportu został pierwszym muzułmaninem w historii, który uczestniczył w posiedzeniach rządu. Jego informacja na Twitterze o nominacji na to stanowisko uznawana jest za pierwszą oficjalną nominację, o której poinformowano za pomocą tego medium społecznościowego.
W marcu 2010 publicznie oświadczył, iż drugi rok z rzędu nie planuje przyjęcia podwyżki za pracę jako minister i deputowany, twierdząc, że „w czasie, gdy wielu ludzi w Tooting i w całym kraju zmuszonych jest, aby zgodzić się na zamrożenie swoich płac, wydaje mi się to niewłaściwe.” Przez pierwsze piętnaście miesięcy pracy w rządzie nie brał żadnego wynagrodzenia jako minister, tłumacząc, że zarobił wystarczająco dużo jako adwokat.

#### Gabinet cieni
Po porażce Partii Pracy wyborach parlamentarnych w 2010, pełniąca obowiązki szefa partii Harriet Harman nominowała go na ministra transportu w gabinecie cieni.
Po skutecznym poprowadzeniu kampanii Eda Milibanda na szefa Partii, Khan otrzymał nominację na stanowisko ministra sprawiedliwości w gabinecie cieni. W 2013 dołączył do niego funkcję ministra odpowiedzialnego za sprawy Londynu.
Jest regularnie wymieniany w gronie 100 najlepszych londyńskich polityków w rankingu dziennika London Evening Standard w ramach corocznej ankiety 1000 najbardziej wpływowych londyńczyków. Jest również ambasadorem Mosaic Network, inicjatywy prowadzonej przez Króla Karola.

#### Kandydatura na stanowisko burmistrza Londynu
W 2013 wielokrotnie wspominał podczas ważnych spotkań publicznych i w prasie możliwość ubiegania się o stanowisko burmistrza Londynu w wyborach w 2016.
W maju 2015 potwierdził wolę starania się o nominację na kandydata Partii Pracy. We wrześniu 2015 wygrał wewnętrzne wybory, pokonując byłą minister Tessę Jowell.
W listopadzie 2015 złożył obietnicę zamrożenia cen biletów na komunikację miejską na okres czterech lat w przypadku wyboru na burmistrza.

#### Burmistrz Londynu
6 maja 2016 wygrał wybory na burmistrza Londynu, pokonując Zaca Goldsmitha z Partii Konserwatywnej w drugiej turze głosowania stosunkiem 56,8 proc. do 43,2 proc. Urząd objął 7 maja.
Z ponad 1,31 mln głosów, został politykiem z najwyższym osobistym mandatem demokratycznym w historii Wielkiej Brytanii, pokonując rekord wcześniejszego burmistrza brytyjskiej stolicy Borisa Johnsona, który w 2008 dostał 1,17 mln głosów.
W 2016 roku Khan rozszerzył zakres karty Oyster również na autobusy. Doprowadził on do zmniejszenia użycia gotówki w komunikacji miejskiej wprowadzając ułatwienia w formie zwiększonej dostępności terminali do kart debetowych i kredytowych. Sadiq Khan ogłosił plan uczynienia Londynu najbardziej ekologicznym miastem na świecie, inwestując w ścieżki dla pieszych oraz infrastrukturę rowerową W 2019 roku powstało ULEZ (Ultra Low Emission Zone), które jest programem opodatkowania pojazdów o wysokim stopniu zanieczyszczenia. W lipcu 2019 roku Sadiq ogłosił Londyn pierwszym na świecie "Parkiem Miastem", powołując się na niespotykanie wysoką ilość terenów zielonych w mieście.

## Poglądy polityczne
W artykule dla Spectatora, publicysta Nick Cohen opisał Khana jako centrolewicowego socjaldemokratę, podczas gdy dziennikarz Amol Radjan nazwał go „czołowym politykiem socjaldemokratycznego skrzydła” Partii Pracy.
W 2013 twierdził, że po poparciu ustawy legalizującej śluby homoseksualne otrzymał groźby śmierci. Brytyjskie media donosiły, że imam z meczetu w Bradford wydał na niego fatwę, w której wykluczył go z grona muzułmanów. Po informacjach o zagrożeniu, policja zasugerowała mu podjęcie szczególnych środków ostrożności w celu zachowania bezpieczeństwa.

## Nagrody i wyróżnienia
W styczniu 2013 i 2015 był nominowany do nagrody „Polityka Roku” w plebiscycie brytyjskich muzułmanów. Wygrał tę nagrodę w lutym 2016.
W 2025 otrzymał tytuł szlachecki.

### Odznaczenia
- Odznaka Rycerza Kawalera – ogłoszenie 2024[36], inwestytura 2025[37]

## Życie prywatne
Jest praktykującym muzułmaninem. Żoną Khana jest od 1994 Saadiya Ahmed, prawnik. Para ma dwie córki: Anisah (ur. 1999) i Ammarah (ur. 2001). Polityk jest kibicem drużyny piłkarskiej Liverpool FC i Surrey Country Cricket Club w krykieta.
Był również przewodniczącym Fabian Society, później pozostając członkiem komitetu wykonawczego. W 2009 zdobył nagrodę im. Jenny Jeger za najlepszą publikację informacyjną „Uczciwe traktowanie, a nie sprzyjanie: jak nawiązać relację z brytyjskimi muzułmanami”. Był również jednym z redaktorów zbioru esejów „Nasz Londyn: stolica po 2015 roku”.